# Елко (Невада)
Елко (енгл. Elko) град је у америчкој савезној држави Невада.

## Демографија
По попису из 2010. године број становника је 18.297, што је 1.589 (9,5%) становника више него 2000. године.
| Група             | 2000.          | 2010.          |
| Белци             | 12.248 (73,3%) | 12.241 (66,9%) |
| Афроамериканци    | 62 (0,4%)      | 183 (1,0%)     |
| Азијати           | 187 (1,1%)     | 249 (1,4%)     |
| Хиспаноамериканци | 3.528 (21,1%)  | 4.824 (26,4%)  |
| Укупно            | 16.708         | 18.297         |